# Hoa hậu Thế giới 1964

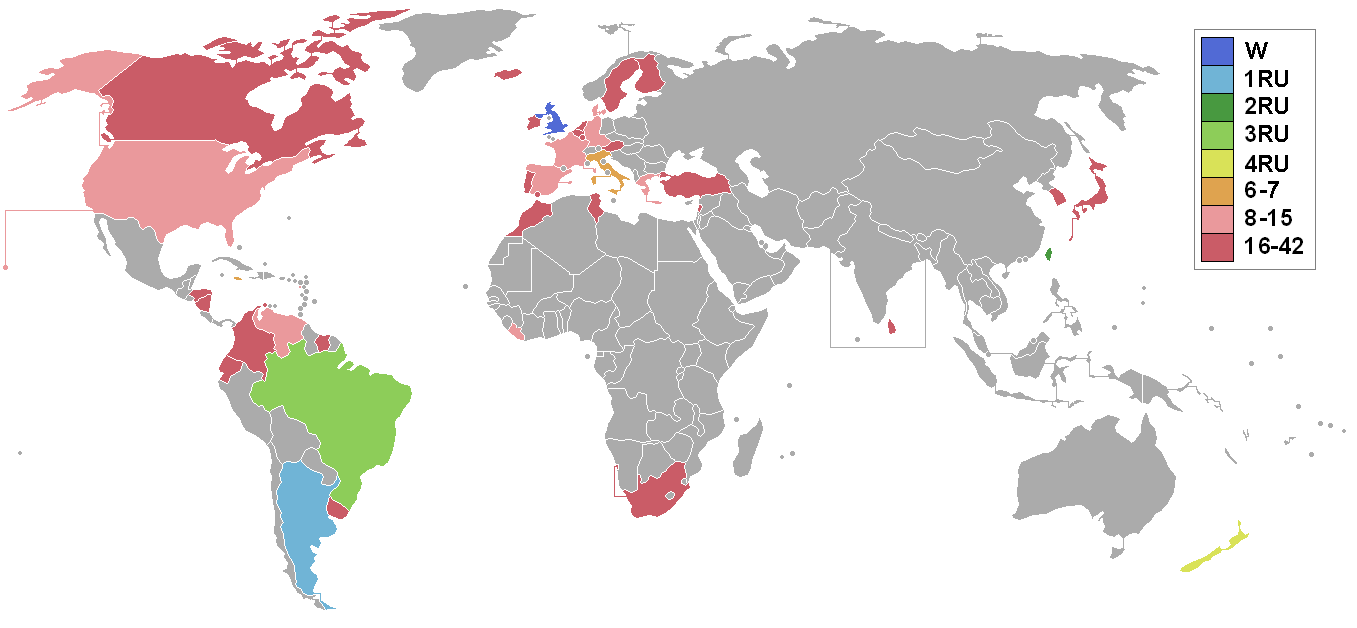
Các quốc gia và vùng lãnh thổ tham dự cuộc thi và kết quả

Hoa hậu Thế giới 1964, là cuộc thi Hoa hậu Thế giới lần thứ 14, gồm có 42 thí sinh, người chiến thắng là Ann Sydney từ Vương quốc Anh. Cuộc thi diễn ra vào ngày 12 tháng 11 năm 1964 tại nhà hát Lyceum, Luân Đôn, Vương quốc Anh.

## Kết quả
| Thứ hạng              | Thí sinh |
| --------------------- | --- |
| Hoa hậu Thế giới 1964 | - Vương quốc Anh – Ann Sydney |
| Á hậu 1               | - Argentina – Ana María Soria |
| Á hậu 2               | - Trung Hoa Dân Quốc – Linda Lâm Tố Hạnh |
| Á hậu 3               | - Brazil – Maria Isabel de Avellar Elias |
| Á hậu 4               | - New Zealand – Lyndal Ursula Cruickshank |
| Top 7                 | - Ý – Mirka Sartori - Jamaica – Erica Joanne Cooke |
| Top 16                | - Đan Mạch – Yvonne Mortensen - Pháp – Jacqueline Gayraud - Đức – Juliane Herm - Hy Lạp – Mary Kouyoumitzou - Liberia – Norma Dorothy Davis - Montserrat – Helen Joseph - Tây Ban Nha – María José Ulla Madronero - Hoa Kỳ – Jeanne Marie Quinn - Venezuela – Mercedes Hernández Nieves |

## Thí sinh
- Argentina - Ana Maria Soria
- Aruba - Regina Croes
- Áo - Victoria Lazek
- Bỉ - Danièle Defrère
- Brazil - Maria Isabel de Avellar Elias
- Canada - Mary Lou Farrell
- Ceylon - Marina Dellerene Swan
- Trung Hoa Dân Quốc - Linda Lâm Tố Hạnh
- Colombia - Paulina Vargas Gilede
- Đan Mạch - Yvonne Mortensen
- Ecuador - Maria de Lourdes Anda Vallejo
- Phần Lan - Maila Maria Östring
- Pháp - Jacqueline Gayraud
- Đức - Juliane Herm
- Gibraltar - Lydia Davis
- Hy Lạp - Mary Kouyoumitzou
- Hà Lan - Renske van der Berg
- Honduras - Araceli Cano
- Iceland - Rósa Einarsdóttir
- Ireland - Mairen Cullen
- Ý - Mirka Sartori
- Jamaica - Erica Joanne Cooke
- Nhật Bản - Yoshiko Nakatani
- Hàn Quốc - Yoon Mi-hee
- Liban - Nana Barakaf
- Liberia - Norma Dorothy Davis
- Luxembourg - Gabrielle Heyrard
- Montserrat - Helen Joseph
- Maroc - Leila Gourmala
- New Zealand - Lyndal Ursula Cruikshank
- Nicaragua - Sandra Correa
- Bồ Đào Nha - Rolanda Campos
- Nam Phi - Vedra Karamitas
- Tây Ban Nha - Maria José Ulla Madronero
- Suriname - Norma Dorothy Tin Chen Fung
- Thụy Điển - Agneta Malmgren
- Tunisia - Dolly Allouche
- Thổ Nhĩ Kỳ - Nurlan Coskun
- Vương quốc Anh - Ann Sydney
- Hoa Kỳ - Jeanne Marie Quinn
- Uruguay - Alicia Elena Gomez
- Venezuela - Mercedes Hernández Nieves